# Sednivka, Ustînivka
Sednivka (în ucraineană Седнівка) este localitatea de reședință a comunei Sednivka din raionul Ustînivka, regiunea Kirovohrad, Ucraina.

## Demografie
Componența lingvistică a localității Sednivka
     Ucraineană (96,21%)
     Română (1,02%)
     Alte limbi (1,02%)
Conform recensământului din 2001, majoritatea populației localității Sednivka era vorbitoare de ucraineană (96,21%), existând în minoritate și vorbitori de română (1,02%).